# Birzeit

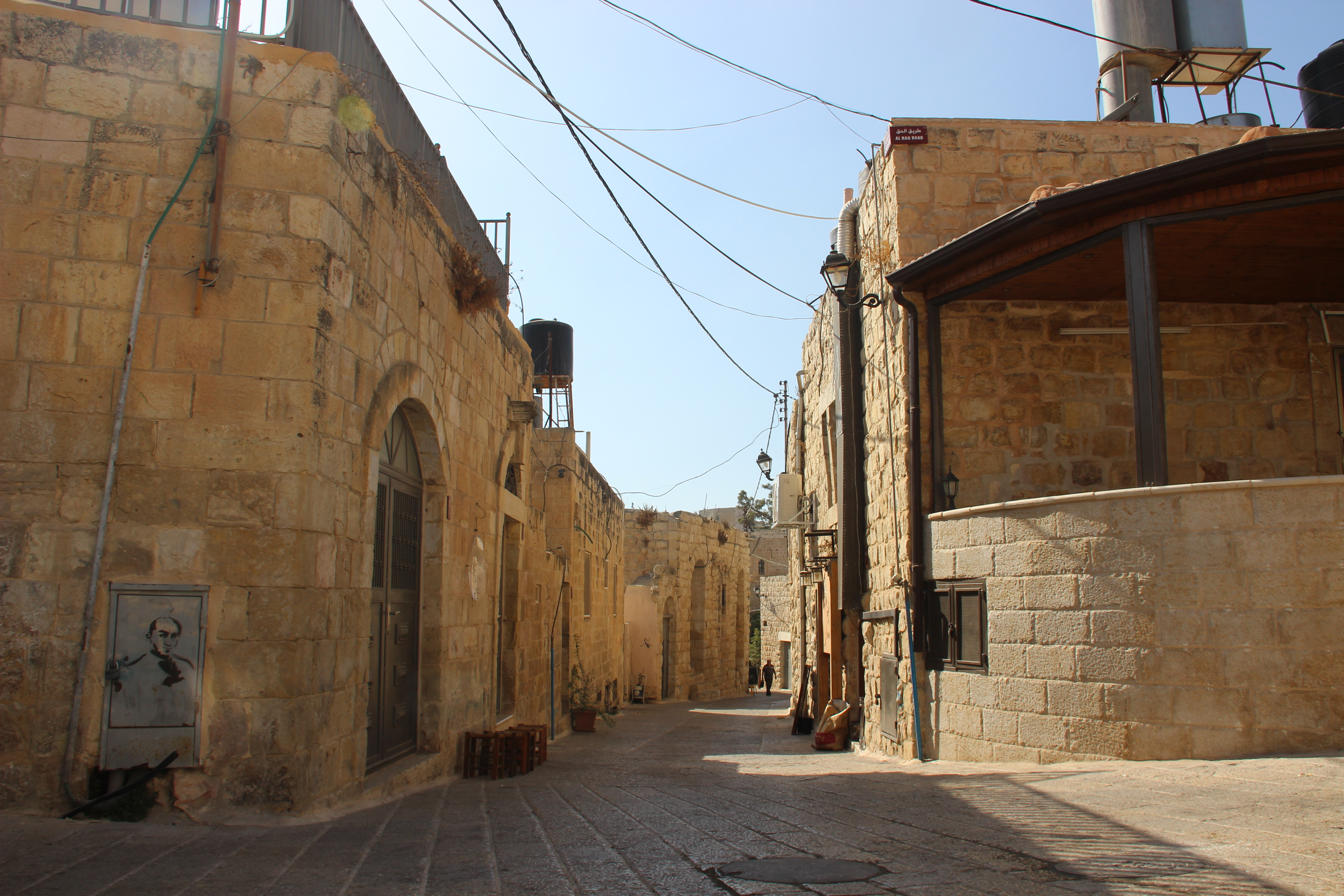
Centro histórico de Birzeit.

Birzeit (en árabe: بيرزيت) (a veces escrito Bir Zeit) es un municipio de Palestina, situado en Cisjordania, en la provincia de Ramala y Al Bireh. Se encuentra a 10 km al norte de Ramala y a 25 km de Jerusalén. Es conocido por albergar la Universidad de Birzeit, la más antigua de las universidades palestinas.
El municipio se encuentra en una región de colinas con una altitud media de 788 m.

## Origen del nombre
Los orígenes de Birzeit no están documentados, pero los restos arqueológicos presentes en el municipio hacen remontar su existencia a las épocas romanas y bizantinas. De aquellas épocas provendría el nombre árabe bir zeit, que significa «pozo de aceite» debido a que tradicionalmente se conservaba el aceite de oliva cosechado en pozos excavados en la tierra. Todavía quedan 6 de estos pozos en el centro histórico del pueblo, que están actualmente en desuso.

## Historia demográfica

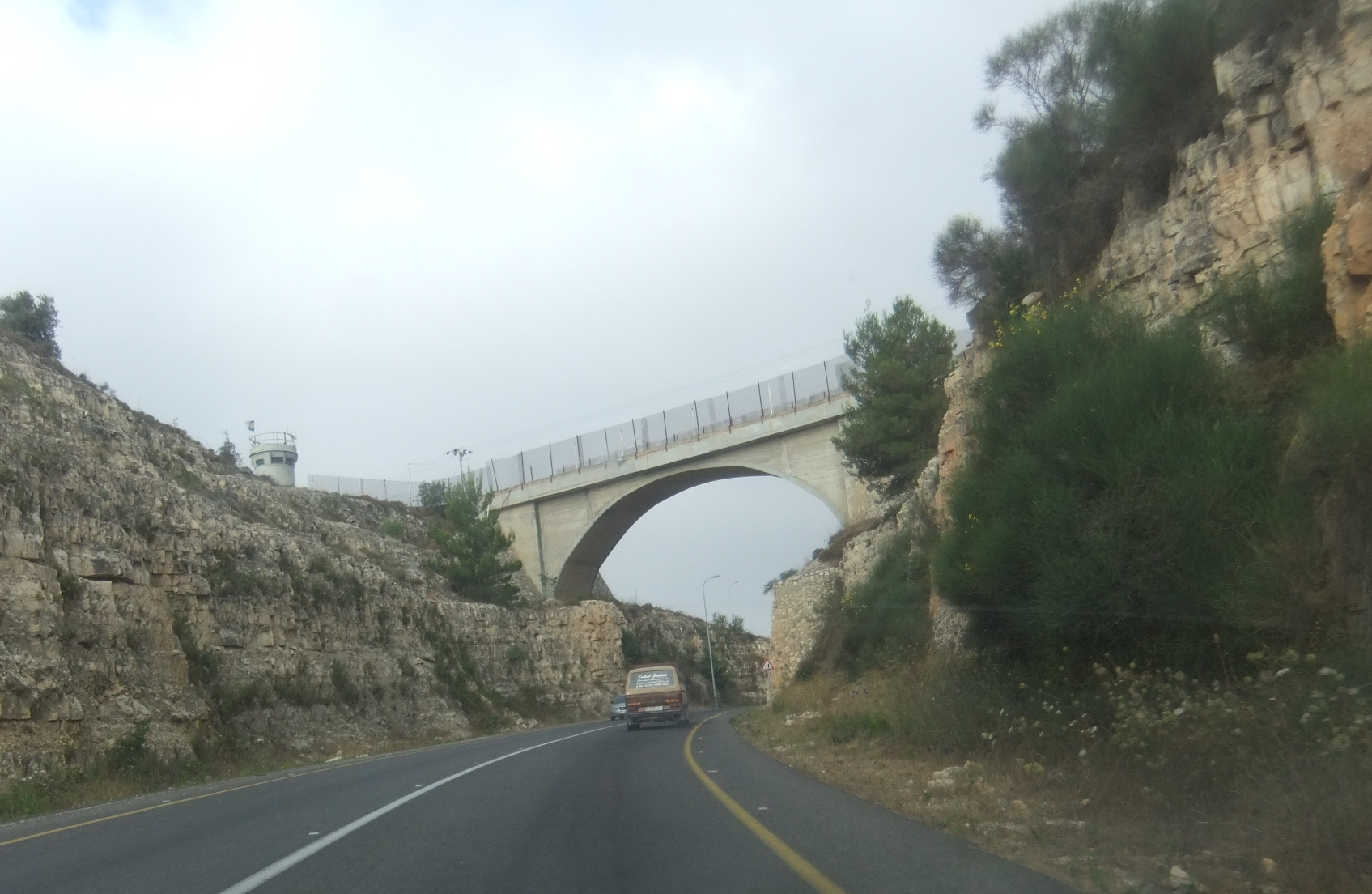
Puente de Birzeit a Atara

Los registros de población del período otomano muestran una población de 135 personas, y un inmigrante de nombre Guerrin apuntó en sus memorias que el pueblo contaba con 1800 habitantes en 1863, en su mayoría cristianos ortodoxos. Pero a partir de 1908, el reclutamiento militar obligatorio y las duras condiciones económicas y políticas impuestas por las autoridades turcas provocaron una ola de emigración, principalmente hacia Norteamérica. La población se vio también afectada por enfermedades infecciosas y por el cólera, por lo que en el censo de 1922 la población de Birzeit había bajado a 896 habitantes según los registros del Mandato británico. En 1945, 1560 personas (570 musulmanes y 990 cristianos) vivían en Birzeit.
Durante la guerra árabe-israelí de 1948, numerosas familias palestinas expulsadas de los pueblos conquistados por Israel se refugiaron en la región de Ramala, y de esta época data el campo de refugiados de Birzeit, llamado as-Saqaeif. Con la llegada de los refugiados, la población se dobló hasta alcanzar 3253 habitantes (1829 musulmanes y 1424 cristianos), según el censo del gobierno jordano de 1961. En 2007, el campo de as-Saqaeif albergaba a 2341 personas. No está reconocido oficialmente por la UNRWA y lo gestiona la municipalidad de Birzeit.
En 2017, la población de Birzeit era de 5878 habitantes. Se estima que la diáspora de los habitantes de Birzeit alcanza entre 7000 y 10 000 personas, repartidas entre los Estados Unidos (su principal destino), Jordania, Canadá, y los Emiratos del Golfo Pérsico.

## Patrimonio
El pueblo de Birzeit presenta varios sitios arqueológicos, el principal de ellos situado en lo alto de una colina que domina el pueblo. Las ruinas y restos cerámicos descubiertos datan de las épocas romanas, bizantinas, otomanas y mamelucas, con abundantes restos de la época de los cruzados. Las excavaciones e investigaciones llevadas a cabo por el Instituto de Arqueología de Palestina (PIA), creado en el seno de la Universidad de Birzeit, se han visto dificultadas por la proximidad de las casas del pueblo en unos casos y en otros casos porque se encuentran en tierras cultivadas.
Está en marcha un proceso de rehabilitación del centro histórico de Birzeit, llevado conjuntamente por el ayuntamiento, el departamento de arquitectura de la Universidad de Birzeit, el Centro Riwaq y la Asociación Rozana.

## Educación
Su institución más emblemática es la Universidad de Birzeit, cuyo campus se encuentra en las afueras del pueblo. Es la más antigua de las universidades palestinas, y probablemente la de más prestigio. Fue creada progresivamente por Musa Nasir y su hijo Hanna Nasir a partir de una escuela primaria fundada en 1924 por Nabiha Nasir, todos miembros de una antigua y conocida familia birzeití.
Birzeit tiene tres escuelas públicas gestionadas por el ministerio de Educación palestino: dos escuelas secundarias (una para chicas y otra para chicos) y una primaria sólo para chicos. Tiene también una escuela privada del Patriarcado latino de Jerusalén y una escuela primaria de chicas gestionada por la UNRWA.

## Religión
Birzeit tiene cuatro mezquitas, Prince Hassan, Omar ben al Khattab, Bir Zeit y Al Marj, y tres iglesias cristianas: la iglesia Our Lady Queen of Peace - Guadalupe, de culto católico, inaugurada en 1974 y construida sobre los cimientos de una iglesia de la época bizantina, la iglesia Saint George, de culto ortodoxo, fundada en 1871, y una iglesia anglicana.